# Ronald Moultrie
Ronald S. "Ron" Moultrie  es un funcionario de inteligencia estadounidense que se desempeñó como subsecretario de Defensa para Inteligencia y Seguridad en la administración Biden. Asumió el cargo el 1 de junio de 2021, después de ser confirmado el 29 de mayo por el Senado.
El 1 de marzo de 2024, Milancy Harris fue nombrada subsecretaria de forma interina.

## Educación
Moultrie obtuvo una licenciatura en Artes de la Universidad de Maryland, College Park y una maestría en Ciencias de la Universidad Nacional de Inteligencia. También posee una licenciatura en lengua rusa del Instituto de Lenguas de Defensa y ha completado estudios en la Escuela Kennedy de Harvard.

## Carrera
Moultrie sirvió como lingüista ruso en la Fuerza Aérea de los Estados Unidos. Más tarde trabajó como asesor del secretario de la Armada de los Estados Unidos. Moultrie trabajó como oficial en la Agencia Central de Inteligencia antes de unirse a la Agencia de Seguridad Nacional, donde finalmente se desempeñó como director del Centro de Operaciones de Seguridad Nacional. Moultrie también trabajó como asesor en la oficina del director de Inteligencia Nacional.
En una audiencia del Comité de Servicios Armados celebrada en junio de 2021 sobre la colaboración entre las comunidades de defensa e inteligencia, Moultrie dijo que el gobierno debe mejorar el intercambio de información de inteligencia y defensa tanto a nivel interno como con aliados extranjeros de confianza.
El 17 de mayo de 2022, Moultrie prestó testimonio en una audiencia del Congreso sobre fenómenos aéreos inexplicables.